# Spelle
Spelle là một đô thị thuộc huyện Emsland, trong bang Niedersachsen, Đức. Đô thị này có diện tích 34,2 km². Đô thị này có cự ly khoảng 20 km về phía đông nam của Lingen, và 10 km về phía bắc của Rheine.
Spelle là thủ phủ của Samtgemeinde ("đô thị tập thể") Spelle.